# West Point (Utah)
Pour les articles homonymes, voir West Point.
West Point est une municipalité américaine située dans le comté de Davis en Utah. Lors du recensement de 2010, sa population est de 9 511 habitants.

## Géographie
La municipalité s'étend sur 7,34 milles carrés (19,01 km2), dont 0,04 milles carrés (0,1 km2) d'étendues d'eau.

## Histoire
D'abord appelée South Hooper, la localité est à l'origine une extension de la ville voisine de Syracuse. Elle doit probablement son nom actuel à une péninsule dans le Grand Lac Salé. West Point devient une municipalité le 14 octobre 1935.

## Démographie
La population de West Point est estimée à 10 603 habitants au 1er juillet 2017. Celle-ci est nettement plus jeune que la moyenne nationale, avec 36,4 % de moins de 18 ans en 2010, contre 24 % aux États-Unis et 31,5 % en Utah.
| Groupe            | West Point (2016) | Utah (2017) | États-Unis (2017) |
| ----------------- | ----------------- | ----------- | ----------------- |
| Blancs            | 87,5              | 90,9        | 76,6              |
| Asiatiques        | 2,9               | 2,6         | 5,8               |
| 2,5               | 2,5               | 2,7         |                   |
| Océano-Américains | 1,4               | 1,0         | 0,2               |
| Amérindiens       | 0,4               | 1,5         | 1,3               |
| Afro-Américains   | 0,2               | 1,4         | 13,4              |
| Métis             |                   |             |                   |
| Hispaniques       | 7,2               | 7,0         | 18,1              |

Le revenu par habitant était en moyenne de 22 359 dollars par an entre 2012 et 2016, en-dessous de la moyenne de l'Utah (25 600 dollars) et de la moyenne nationale (29 829 dollars). Le revenu médian par foyer y était cependant supérieur (75 269 dollars contre 62 518 et 55 322 dollars). Sur cette même période, 5,9 % des habitants de West Point vivaient sous le seuil de pauvreté (contre 10,2 % dans l'État et 12,7 % à l'échelle des États-Unis).